# Dayu (Karangpandan)
Dayu is een bestuurslaag in het regentschap Karanganyar van de provincie Midden-Java, Indonesië. Dayu telt 2291 inwoners (volkstelling 2010).